# Reno 1868 Football Club
Il Reno 1868 Football Club è stato un club calcistico statunitense di Reno (Nevada) fondato nel 2015.

## Storia
In precedenza, il nord del Nevada ha avuto altre tre squadre di calcio minori della lega minore: i Reno Rattlers, i Northern Nevada Aces e i Nevada Wonders. Tuttavia, Reno ha ora una grande base di calcio giovanile e una crescente popolarità di questo sport. Il 16 settembre 2015, la USL ha annunciato che si sarebbe estesa a Reno, in Nevada, a partire dal 2017. Il club diventa di proprietà di Herbert Simon.
Per generare interesse e un maggiore coinvolgimento dei fan con l'acquisizione di successo del team, il nuovo team "USL Reno 2017" venne nominato attraverso un concorso: furono presentate oltre 5.300 voci durante una parte iniziale prolungata del concorso, seguite dai fan che hanno scelto tra i primi sei nomi: Reno FC, FC Reno, Reno Silver FC, Reno City FC, Reno United o Reno 1868. La risposta dei fan ha perfezionato il concorso fino a tre nomi finalisti (Reno FC, Reno United e Reno 1868) e il vincitore fu "Reno 1868 Football Club", con riferimento all'anno della fondazione della città.
Il 29 giugno 2016, il Reno 1868 ha annunciato una partnership di due anni con i San Jose Earthquakes dell'MLS . È stato anche affermato che San Jose avrebbe avuto il controllo sul lato tecnico del club, tant'è vero che il vice allenatore dei Earthquakes, Ian Russell, diventa allenatore il 22 novembre 2016. Il 10 febbraio 2018, San Jose e Reno hanno annunciato un'estensione del loro accordo di partnership affiliata fino alla fine della stagione 2019, con un'opzione per la stagione 2020. Il club ha vinto la sua prima partita ai playoff il 20 ottobre 2018, in una partita in trasferta contro il Real Monarchs.
Il 6 novembre 2020 il club ha annunciato di terminare definitivamente le proprie attività, cessando così di esistere.

## Organico

### Rosa 2020
Aggiornata il 30 luglio 2020
| N. |                        | Ruolo | Calciatore          |
| -- | ---------------------- | ----- | ------------------- |
| 1  | Stati Uniti (bandiera) | P     | Sebastián Mora-Mora |
| 2  | Marocco (bandiera)     | D     | Younes Boudadi      |
| 3  | Stati Uniti (bandiera) | A     | Tyler Allen         |
| 4  | Stati Uniti (bandiera) | D     | Aleks Berkolds      |
| 5  | Messico (bandiera)     | D     | Tony Alfaro         |
| 6  | Stati Uniti (bandiera) | D     | Thomas Janjigian    |
| 7  | Stati Uniti (bandiera) | C     | Tucker Bone         |
| 8  | Curaçao (bandiera)     | D     | Ayrton Statie       |
| 9  | Haiti (bandiera)       | C     | Christiano François |
| 10 | Messico (bandiera)     | C     | Sergio Rivas        |
| 11 | Stati Uniti (bandiera) | A     | Foster Langsdorf    |
| 13 | Stati Uniti (bandiera) | A     | Aidan Apodaca       |
| 14 | Stati Uniti (bandiera) | C     | Emilio Ycaza        |
| 15 | Stati Uniti (bandiera) | D     | Yosimar Hernandez   |
| 16 | Stati Uniti (bandiera) | D     | Brent Richards      |

| N. |                        | Ruolo | Calciatore         |
| -- | ---------------------- | ----- | ------------------ |
| 17 | Senegal (bandiera)     | C     | Mouhamed           |
| 18 | Stati Uniti (bandiera) | P     | JT Marcinkowski    |
| 19 | Stati Uniti (bandiera) | C     | Siad Haji          |
| 20 | Stati Uniti (bandiera) | A     | Benjamin Kikanovic |
| 21 | Stati Uniti (bandiera) | A     | Corey Hertzog      |
| 22 | Messico (bandiera)     | C     | Diego Casillas     |
| 23 | Inghilterra (bandiera) | C     | Sam Gleadle        |
| 27 | Perù (bandiera)        | D     | Marcos López       |
| 31 | Stati Uniti (bandiera) | P     | Ben Beaury         |
| 35 | Stati Uniti (bandiera) | C     | Gilbert Fuentes    |
| 40 | Stati Uniti (bandiera) | P     | Eric De La Cerda   |
| 47 | Messico (bandiera)     | C     | Iván Valencia      |
| 50 | Stati Uniti (bandiera) | A     | Jesús Enríquez     |
| 89 | Stati Uniti (bandiera) | C     | Kevin Partida      |
| 97 | Stati Uniti (bandiera) | C     | Jared Timmer       |

### Rosa 2019
| N. |                        | Ruolo | Calciatore        |
| -- | ---------------------- | ----- | ----------------- |
| 1  | Stati Uniti (bandiera) | P     | Dominik Jakubek   |
| 2  | Montenegro (bandiera)  | D     | Emrah Klimenta    |
| 3  | Messico (bandiera)     | D     | Benjamín Galindo  |
| 5  | Stati Uniti (bandiera) | D     | Zach Carroll      |
| 6  | Stati Uniti (bandiera) | D     | Thomas Janjigian  |
| 8  | Stati Uniti (bandiera) | C     | Will Seymore      |
| 9  | Stati Uniti (bandiera) | A     | Danny Musovski    |
| 10 | Sudafrica (bandiera)   | C     | Lindo Mfeka       |
| 11 | Stati Uniti (bandiera) | D     | Duke Lacroix      |
| 12 | Stati Uniti (bandiera) | P     | Matt Bersano      |
| 13 | Stati Uniti (bandiera) | D     | Nathan Aune       |
| 14 | Stati Uniti (bandiera) | C     | Eric Calvillo     |
| 15 | Stati Uniti (bandiera) | D     | Yosimar Hernandez |
| 16 | Stati Uniti (bandiera) | D     | Brent Richards    |
| 17 | Stati Uniti (bandiera) | A     | Aidan Apodaca     |
| 18 | Stati Uniti (bandiera) | P     | J.T. Marcinkowski |

| N. |                        | Ruolo | Calciatore       |
| -- | ---------------------- | ----- | ---------------- |
| 19 | Stati Uniti (bandiera) | C     | Kevin Partida    |
| 20 | Stati Uniti (bandiera) | C     | Marky Hernandez  |
| 21 | Stati Uniti (bandiera) | A     | Corey Hertzog    |
| 22 | Stati Uniti (bandiera) | C     | Siad Haji        |
| 23 | Inghilterra (bandiera) | C     | Sam Gleadle      |
| 24 | Stati Uniti (bandiera) | C     | Gilbert Fuentes  |
| 25 | Stati Uniti (bandiera) | P     | Damion Lewis     |
| 29 | Stati Uniti (bandiera) | D     | Jacob Akanyirige |
| 32 | Cuba (bandiera)        | A     | Luis Paradela    |
| 40 | Messico (bandiera)     | C     | Raúl Mendiola    |
| 44 | Stati Uniti (bandiera) | A     | Cade Cowell      |
| 45 | Germania (bandiera)    | C     | Mattia Trianni   |
| 84 | Stati Uniti (bandiera) | C     | Seth Casiple     |
| 97 | Stati Uniti (bandiera) | C     | Sergio Rivas     |
|    | Messico (bandiera)     | C     | Iván Valencia    |